# Manoir de Chape
Le manoir de Chape est un manoir situé à Fontaine-Guérin, en France.

## Localisation
Le manoir est situé dans le département français de Maine-et-Loire, sur la commune de Fontaine-Guérin.

## Description
Le manoir de Chape est un site occupé depuis l'âge du néolithique, on y retrouve un dolmen détruit. Entourées de douves, le manoir de Chape fut construit dans la fin du XVIe au XVIIe siècle. C'est un monument typique de la renaissance avec une architecture composées de fenêtres hautes à vitraux, mais aussi de grandes cheminées et des tomettes typiques du XVIe siècle.

Situé à 28 mètres d'altitude, mesurant 38 mètres de longueur sur 13 mètres de largeur, le château autrefois comportait 200 ha de superficie agricole et a été divisé au fur et à mesure en 8 closeries.

## Historique
L'édifice est inscrit au titre des monuments historiques en 1970.